# مهدي هاشمي
مهدي هاشمي (بالفارسية: سید مهدی هاشمی) هو رجل دين وسياسي إيراني، ولد في 1944 في أصفهان في إيران، وأعدم في 28 سبتمبر 1987 في طهران في إيران. نشط حزبياً في الحزب الجمهوري الإسلامي.